# Liste der Ortschaften im ehemaligen Bezirk Hartberg
Die Liste der Ortschaften im ehemaligen Bezirk Hartberg enthält die Gemeinden und ihre zugehörigen Ortschaften im ehemaligen steirischen Bezirk Hartberg (Stand 1. Jänner 2009). Der Bezirk wurde am 1. Jänner 2013 mit dem Nachbarbezirk Fürstenfeld zum Bezirk Hartberg-Fürstenfeld zusammengelegt.
- Bad Waltersdorf (Markt)
  - Hohenbrugg
  - Leitersdorf bei Hartberg
  - Lichtenwald
  - Wagerberg
- Blaindorf
  - Hofing
  - Illensdorf
- Buch-St. Magdalena
  - Geiseldorf
  - Hopfau
  - Längenbach
  - Lemberg
  - Mitterndorf
  - Oberbuch
  - Unterbuch
  - Unterdombach
  - Weinberg
- Dechantskirchen
  - Bergen
  - Burgfeld
  - Hohenau am Wechsel
  - Kroisbach
  - Stögersbach
- Dienersdorf
- Ebersdorf
  - Nörning
  - Wagenbach
- Eichberg
  - Kleinschlag
  - Lebing
  - Schnellerviertel
- Friedberg (Stadt)
  - Friedberg
  - Ehrenschachen
  - Maierhöfen
  - Oberwaldbauern
  - Ortgraben
  - Schwaighof
  - Stögersbach
- Grafendorf bei Hartberg (Markt)
  - Erdwegen
  - Kleinlungitz
  - Lechen
  - Obersafen
  - Reibersdorf
  - Seibersdorf am Hammerwald
  - Untersafen
- Greinbach
  - Penzendorf
  - Staudach
  - Wolfgrub
- Großhart
  - Neusiedl
- Hartberg (Stadt)
  - Eggendorf
  - Habersdorf
  - Ring
  - Safenau
- Hartberg Umgebung
  - Flattendorf
  - Löffelbach
  - Mitterdombach
  - Schildbach
  - Siebenbrunn
  - Wenireith
- Hartl
- Hofkirchen bei Hartberg
- Kaibing
- Kaindorf (Markt)
  - Kopfing bei Kaindorf
- Lafnitz
  - Oberlungitz
  - Wagendorf
- Limbach bei Neudau
  - Oberlimbach
  - Unterlimbach
- Mönichwald
  - Karnerviertel
  - Schmiedviertel
- Neudau (Markt)
- Pinggau (Markt)
  - Baumgarten
  - Dirnegg
  - Haideggendorf
  - Koglreith
  - Schaueregg
  - Sinnersdorf
  - Sparberegg
  - Steirisch-Tauchen
  - Tanzegg
  - Wiesenhöf
- Pöllau (Markt)
- Pöllauberg
  - Oberneuberg
  - Unterneuberg
  - Zeil bei Pöllau
- Puchegg
- Rabenwald
- Riegersberg
  - Reinberg
  - Riegersbach
- Rohr bei Hartberg
  - Oberrohr
  - Unterrohr
- Rohrbach an der Lafnitz
- Saifen-Boden
  - Obersaifen
  - Winkl-Boden
- Sankt Jakob im Walde
  - Filzmoos
  - Kaltenegg
  - Kirchenviertel
  - Steinhöf
- Sankt Johann bei Herberstein
- Sankt Johann in der Haide
  - Altenberg
  - Schölbing
  - Unterlungitz
- Sankt Lorenzen am Wechsel
  - Auerbach
  - Festenburg
  - Köppel
  - Kronegg
  - Riegl
- Schachen bei Vorau
- Schäffern
  - Anger
  - Elsenau
  - Elsenau
  - Götzendorf
  - Guggendorf
  - Haberl
  - Knolln
  - Spital
- Schlag bei Thalberg
  - Limbach
  - Rohrbachschlag
- Schönegg bei Pöllau
  - Hinteregg
  - Schönau
  - Winzendorf
- Sebersdorf
  - Geier
  - Neustift bei Sebersdorf
  - Rohrbach bei Waltersdorf
- Siegersdorf bei Herberstein
- Sonnhofen
  - Köppelreith
  - Prätis
- Stambach
  - Pongratzen
  - Zeilerviertel
- Stubenberg am See
  - Buchberg bei Herberstein
  - Freienberg
  - Stubenberg am See
  - Vockenberg
  - Zeil bei Stubenberg
- Tiefenbach bei Kaindorf
  - Obertiefenbach
  - Untertiefenbach
- Vorau (Markt)
- Vornholz
- Waldbach
  - Arzberg
  - Breitenbrunn
  - Rieglerviertel
  - Schrimpf
- Wenigzell
  - Kandlbauer
  - Pittermann
  - Sichart
  - Sommersgut
- Wörth an der Lafnitz